# Acrolyta mediovittata
Acrolyta mediovittata là một loài tò vò trong họ Ichneumonidae.